# Orchestina dentifera
Orchestina dentifera là một loài nhện trong họ Oonopidae.
Loài này thuộc chi Orchestina. Orchestina dentifera được Eugène Simon miêu tả năm 1893.